# Mangala Fossa
Mangala Fossa és una estructura geològica del tipus fossa a la superfície de Mart, situada amb el sistema de coordenades planetocèntriques a -15.19 ° de latitud N i 219.61 ° de longitud E. Fa 695 km de diàmetre. El nom va ser fet oficial per la UAI l'any 1991 i pren el nom d'una vall propera, Mangala Valles.